# Thrombophlebitis
Thrombophlebitis ist der medizinische Fachbegriff für eine akute Thrombose und Entzündung von oberflächlichen Venen. Im Unterschied dazu spricht man bei einer Thrombose der tiefen Venen (Leitvenensystem) von einer Phlebothrombose.

## Ursachen
Die genaue Ursache der meisten Fälle von oberflächlichen Venenentzündungen ist unklar. Eine akute Entzündung der Venenwand durch mechanische oder chemische Reizung (z. B. durch peripheren Venenkatheter) sowie die Einschwemmung von Keimen wird angenommen. Auch eine Freisetzung von entzündlichen Mediatoren aus einem Blutgerinnsel wird diskutiert. Warum die Entzündung bei den Thrombosen der tiefen Venen viel seltener auftritt, ist bislang nicht geklärt. Nicht selten bestehen im Verlauf einer oberflächlichen Vene neben einer entzündlichen Thrombophlebitis auch thrombotisch verschlossene Venenabschnitte ohne Entzündung.
Risikofaktoren der oberflächlichen Thrombophlebitis am Bein sind
- chronische Schäden der Venenwand (z. B. Varizen = Krampfadern),
- entzündliche und systemische Erkrankungen (z. B. Krebsleiden, Thrombangiitis obliterans),
- Gerinnungsstörungen,
- Nikotinkonsum und
- höheres Alter.

Eine typische Thrombophlebitis, die oft auch bakteriell infiziert ist, kommt nach Verletzungen der Venenwand von außen vor, zum Beispiel nach Venenpunktion. Die Lokalisation ist meist der Arm. Auch eine anfangs nicht entzündete Phlebothrombose kann zur Entwicklung einer Thrombophlebitis führen. Am Ende steht regelhaft der Verschluss der Vene durch geronnenes Blut und eine Entzündung nicht nur der gesamten Gefäßwand, sondern auch des umliegenden Bindegewebes.

## Symptome, Beschwerden
Es treten meist typische Symptome eines entzündlichen Prozesses auf:
- Rötung über der betroffenen Vene und meist auch flächig im umliegenden Areal
- Schwellung (gering im Vergleich zur Phlebothrombose) und Ausbildung eines harten Stranges im Verlauf der Vene
- Schmerzen, die beim Betasten meist deutlich zunehmen

## Diagnostik

### Tastbefund und Aspekt
Das Vorliegen einer Thrombophlebitis ist anhand der Symptome (s. o.) zunächst einfach und relativ sicher festzustellen.

### Ultraschall
Problematisch ist aber, dass dadurch nicht festgelegt werden kann, wie weit die Thrombophlebitis z. B. in einer Vena saphena magna am Unterschenkel nach oben bis in die Leiste reicht und ob sie bereits in das Leitvenensystem eingebrochen ist. Zu fordern ist daher eine Ultraschalluntersuchung (Sonographie), um das Ausmaß der Thrombophlebitis festzulegen und zugleich eine Phlebothrombose auszuschließen.

## Differenzialdiagnosen
- Phlebothrombose
- Erysipel (diffuser und flächenhafter, stärkere Allgemeinsymptome, insbesondere Schüttelfrost)
- Erythema nodosum
- Lemierre-Syndrom

## Therapie

### Sicher wirksam
- Kühlung (schmerzlindernd und entzündungshemmend) durch Quarkwickel, Eiswürfelpacks, Kühlelemente oder Alkoholumschläge
- Gerinnungshemmung mit Heparin bei ausgedehntem Befund oder langwierigem Heilungsverlauf
- Schmerzbehandlung mit Acetylsalicylsäure, Ibuprofen, Diclofenac
- Operatives Vorgehen: Stichinzision und Ausdrücken des Gerinnsels, Entfernung der betroffenen Venen, vor allem bei ausgedehnter Varikophlebitis
- keine Bettruhe, sondern normale Bewegung, soweit es Schwellung und Schmerz zulassen
- Kompressionstherapie: Wickeln mit Kurzzugbinden oder Kompressionsstrumpf, am Anfang wegen der starken Schmerzen oft nicht möglich

### Umstritten wirksam
- nichtsteroidale Antirheumatika lokal als Salbe
- Heparinsalbenverbände

### Bislang nicht systematisch untersucht
- Cortison
- Antibiotika

## Verlauf
Meist ist der weitere Verlauf einer oberflächlichen Thrombophlebitis gutartig. Die Vene verklebt, nach einiger Zeit vernarbt sie komplett oder wird wieder rekanalisiert. Manchmal kann man auch Verkalkungen in den Venen als Folge einer Thrombophlebitis finden. Durch bakterielle Besiedlungen können septische bzw. auch eitrige Thrombophlebitiden entstehen.
Im Gegensatz zur Phlebothrombose treten bei oberflächlichen Thrombophlebitiden im Unterschenkelbereich Komplikationen wie Lungenembolie und Spätschäden wie das postthrombotische Syndrom selten auf. Thrombophlebitiden im Oberschenkelbereich beinhalten immer eine potentielle Gefahr der Lungenembolie und sollten immer operativ durch Crossektomie und anschließend mit Antikoagulantien (niedermolekulares Heparin oder Rivaroxaban für mindestens drei Monate) sowie Kompressionsstrümpfen behandelt werden.